# Campionat del Món de Ral·lis Cross-Country 2017
La temporada de 2017 del Campionat del Món de Ral·lis Cross-Country, anomenat oficialment FIM Cross-Country Rallies World Championship, fou la 15a edició d'aquest campionat, organitzat per la FIM. El xilè Pablo Quintanilla va guanyar el seu segon títol i Laia Sanz ho feu en categoria femenina.

## Proves
Font:
|   | Prova        | Dates                       | Guanyador motos               | Guanyador quads           |
| - | ------------ | --------------------------- | ----------------------------- | ------------------------- |
| 1 | 1-6 abril    | Abu Dhabi Desert Challenge  | Sam Sunderland (KTM)          | Fahad Almussalam (Yamaha) |
| 2 | 17-22 abril  | Sealine Cross-Country Rally | Sam Sunderland (KTM)          | Rafal Sonik (Yamaha)      |
| 3 | 12-18 agost  | Atacama Rally               | Pablo Quintanilla (Husqvarna) | Ignacio Casale (Yamaha)   |
| 4 | 25-31 agost  | Rally de Tucumán            | Kevin Benavides (Honda)       | Kees Koolen (Barren)      |
| 5 | 4-10 octubre | OiLibya Rally               | Matthias Walkner (KTM)        | Kees Koolen (Barren)      |

## Classificació
Fonts:

### Motos
| Pos | Pilot               | Moto      | Punts |
| --- | ------------------- | --------- | ----- |
| 1   | Pablo Quintanilla   | Husqvarna | 100   |
| 2   | Kevin Benavides     | Honda     | 97    |
| 3   | Matthias Walkner    | KTM       | 95    |
| 4   | Paulo Gonçalves     | Honda     | 85    |
| 5   | Sam Sunderland      | KTM       | 84    |
| 6   | Antoine Méo         | KTM       | 41    |
| 7   | Xavier de Soultrait | Yamaha    | 33    |
| 8   | Pierre Renet        | Husqvarna | 31    |
| 9   | Adrien Van Beveren  | Yamaha    | 27    |
| 10  | David McBride       | KTM       | 28    |
| 16  | Laia Sanz           | KTM       | 18    |
| 17  | Juan Pedrero        | Sherco    | 14    |
| 29  | Cristian España     | Yamaha    | 7     |

### Quads
| Pos | Pilot             | Moto   | Punts |
| --- | ----------------- | ------ | ----- |
| 1   | Kees Koolen       | Barren | 109   |
| 2   | Rafal Sonik       | Yamaha | 92    |
| 3   | Alexis Hernández  | Yamaha | 84    |
| 4   | Rodolfo Guillioli | Yamaha | 47    |
| 5   | Ignacio Casale    | Yamaha | 28    |
| =   | Fahad Almussalam  | Yamaha | 28    |
| 7   | Bruno da Costa    | Yamaha | 23    |
| =   | Pablo Copetti     | Yamaha | 23    |
| =   | Kamil Wisniewski  | Yamaha | 23    |
| 10  | Camelia Liparoti  | Yamaha | 22    |

### Altres guanyadors
| Categoria    | Guanyador           |
| ------------ | ------------------- |
| Junior       | Maciej Giemza (KTM) |
| Femenina     | Laia Sanz (KTM)     |
| Constructors | KTM                 |